# L'inquieta
L'inquieta (A Dama do Lotação) è un film del 1978 diretto da Neville de Almeida.

## Trama
Solange e Carlos, che si conoscono da quando erano piccoli, si sposano. Durante la prima notte di nozze, Carlos stupra la moglie, che rimane traumatizzata.

## Produzione
Il film fu prodotto dall'Embrafilme, Regina Filmes. Tecla Filmes.

## Distribuzione
Distribuito dall'Embrafilme, il film uscì nelle sale brasiliane nel 1978.